# Полет 414 на TAN-SAHSA
Полет 414 на TAN-SAHSA е редовен международен пътнически полет от международното летище „Хуан Сантамария“, Сан Хосе, Коста Рика, до международното летище Тонконтин, Тегусигалпа, Хондурас, с планирано междинно кацане на международното летище „Аугусто С. Сандино“, Манагуа, Никарагуа, управляван от TAN-SAHSA. На 21 октомври 1989 г. самолетът „Боинг 727-224“, който изпълнява полета, се разбива в планина близо до летището в Тегусигалпа и убива 131 от общо 146 души на борда. Първоначално 20 души оцеляват, но 5 от тях умират, преди спасителните екипи да пристигнат, възпрепятствани поради лоши метеорологични условия.
Докато Националният съвет за безопасност на транспорта и Гражданската авиационна администрация на Хондурас разследват катастрофата, тримата пилоти са обвинени в непредумишлено убийство и небрежност и са изправени пред съда, но делото обаче така и не е решено. Въпреки това е установено, че пилотите не спазват специална процедура за кацане, която се изисква за пристигане на това летище.
Към 2025 г. това остава най-тежкият авиационен инцидент както на територията на Хондурас, така и на Централна Америка; това е и 15-ият най-смъртоносен инцидент с участието на „Боинг 727“.